# Surikat
Surikat (Suricata suricatta) er et lille pattedyr i mangustfamilien (Herpestidae). Det findes i det sydlige Afrika, først og fremmest i Botswana, Mozambique, Sydafrika og Zimbabwe. På trods af navnet er dyret ikke en del af kattefamilien. Dyret er meget socialt og lever i flokke med mange individer. De er kendt for at nogle dyr i flokken står på vagt for at holde øje med om farer nærmer sig flokken.
Surikaterne bliver jagtet af andre rovdyr og rovfugle, og specielt af sjakaler, ørn og falk.
Surikater kan få hundegalskab og kan smitte mennesker.
Nogle steder bliver surikater holdt som husdyr, særligt fordi de tager slanger.
Tegneseriefiguren Timon fra Walt Disneys Løvernes Konge er en surikat.